# Auguste Tourtaud
Auguste Tourtaud, né le 3 juillet 1914 à Bussière-Dunoise (Creuse) et mort le 17 septembre 2006 à Vallauris (Alpes-Maritimes), est un homme politique français. Il a été député communiste de la Creuse de 1945 à 1958.

## Enseignant
De 1934 à 1939, il est instituteur à l'issue de ses études à l'école normale d'instituteurs de Guéret, il retrouve son poste d'enseignant à la suite de son échec aux législatives de 1958, poste qu'il occupe de 1959 à 1970.

## Résistant
Il s'engage dans la Résistance communiste et devient chef d'état major départemental des Francs-tireurs et partisans français en 1944 avec le grade de commandant. Il fait partie du Comité départemental de libération de la Creuse-CDL- Représentant du Parti communiste français-PCF.

## Engagement politique
Son engagement politique débute pendant sa carrière d’instituteur, lorsqu'il devient responsable syndical des jeunes instituteurs de la Creuse. Il est membre du Parti communiste français (PCF) depuis 1942, secrétaire fédéral du PCF de 1945 à 1967 puis membre du comité central du PCF de 1945 à 1959.
Sa liste (Union des gauches) obtient 46,7 % des suffrages exprimés en 1956, et deux sièges sur trois avec l'élection de Pierre Ferrand (Union progressiste). Il sera candidat à toutes les élections législatives en Creuse de 1945 à 1968. Après s'être opposé en vain à André Chandernagor dans la circonscription d'Aubusson en 1958, il est le principal adversaire pendant dix ans d'Olivier de Pierrebourg dans la circonscription de Guéret.

## Mandats successifs

### Parlementaire
- 1945-1958 : Député de la Creuse

### Mandats locaux
- 1971-1977 : conseiller municipal de Vallauris (Alpes-Maritimes)
- 1958-1970 : membre du conseil général de la Creuse (Canton de Guéret-Nord)
- 1947-1971 : conseiller municipal de Guéret